# 朵儿赤
朵儿赤（1246年—1307年），字道明，元朝官员。党项人，元朝称之为唐兀氏。斡扎箦之子。
出身西夏官僚世家，世代主管编修夏国史。十五岁时，通汉文古注《论语》、《孟子》、《尚书》。忽必烈召见他，他进言亲君子、远小人，授中兴路新民总管。筹划军屯，招身强体壮的军人子弟垦田，塞黄河九口，开其三流，共三年，赋额增倍，转任营田使，秩满入朝，升为潼川府尹，为民分田薄税，官吏也有禄田。不久担任云南廉访使，抵制行省丞相铁木迭儿贪枉诛杀。后卒在官任上去世，年六十二岁。

## 延伸阅读
[在维基数据编辑]
 《元史·卷134》，出自宋濂《元史》
 《新元史/卷156》，出自柯劭忞《新元史》